# Игнатьево (Рязанская область)
Игнатьево — село в Кадомском районе Рязанской области России. Входит в Кущапинское сельское поселение.

## География
Село располагается вокруг озера, у трассы, ведущей из Кадома в Республику Мордовия, в 7 км от районного центра Кадом.
В селе две улицы: Центральная и Озёрная.

## История
Село одно из старейших поселений в районе, основано в 1617 году и в 2017 году отметило 400-летие. В 1894 году по церковному ведомству здесь открывается начальная школа.

## Население
| 1983 | 2010 |
| ---- | ---- |
| 130  | ↘28  |

## Инфраструктура
Личное подсобное хозяйство с зоной сельскохозяйственного использования, индивидуальная застройка усадебного типа.

## Транспорт
Автобусное сообщение с райцентром. Остановка общественного транспорта «Игнатьево». 